# مادرید (کوندینامارکا)
مادرید (کوندینامارکا) (به اسپانیایی: Madrid, Cundinamarca) یک سکونتگاه مسکونی در کلمبیا است که در Western Savanna Province واقع شده‌است.

## خصوصیات
مادرید ۱۲۱ کیلومترمربع مساحت و ۶۴٬۱۰۲ نفر جمعیت دارد و ۲٬۵۵۴ متر بالاتر از سطح دریا واقع شده‌است.